# 아리랑 121
아리랑 121은 조선민주주의인민공화국의 두번째 스마트폰 종류인 아리랑 121 스마트폰으로, 아리랑 121은 특히 성능으로 따지자면 거의 삼성전자의 삼성 갤럭시 S II에서 삼성 갤럭시 S III의 수준까지 견줄 수 있는 수준의 스마트폰이다.

## 모델
기본 모델인 아리랑 121이 있음을 알수가 있다. 그리하여 아리랑 시리즈중에서는 그나마 좋은 성능을 가지고 있음을 알수가 있다.

## 디자인
5인치 풀터치 스크린을 채용하여 특히 스마트폰의 기본이라고 할 수 있는 수준에 올라서있는 상태이며 특히 조선민주주의인민공화국은 이런 디자인을 중국의 THL W200에서 OEM 생산을 하였음을 알수가 있다는 것을 알수가 있다.

## 안드로이드 운영체제

### 안드로이드 4.2.1 젤리빈
안드로이드 OS 안드로이드 4.2.1 젤리빈을 탑재하여 출시하였다.

## 아리랑 121 데이터 서비스
고려링크에서 전문적으로 판매하는 것으로 특히 아리랑 151 스마트폰등 많은 스마트폰에 데이터 서비스를 하여 특히 광명망으로 조선중앙통신이나 혹은 로동신문 등 신문을 보거나 혹은 류경 오락장 사이트에서 온라인 게임을 하거나 만방 동영상 서비스를 이용할 수 있다.
그리고 현재는 평양 2418은 회피앱을 가지고 조선민주주의인민공화국의 금지 도서나 혹은 금지 동영상을 볼 수 있도록 조치를 해놓을 수 있도록 하였다는 말이 있을 정도로 자주 거래가 되고 있음을 알수가 있고 특히 조선민주주의인민공화국의 앱이나 혹은 동영상과 함께 회피앱으로 블루투스를 통하여 공유가 되고 있음을 알수가 있다는 것이다.
더군다나 앱스토어가 없어서 오픈 마켓인 봉사 시장에 가서 직접 구입하여 다운받아서 목란 스트리밍 전문 앱이나 혹은 온라인 게임 혹은 동구권 영화 및 미국 애니메이션을 다운받아야 한다.
그외에는 순조롭게 진행이 되고 있으며 특히 광명망으로 오픈 마켓 서비스가 스마트폰으로 쇼핑을 할 수 있게끔, 성능을 내고 있다.